# Magie în New York
Enchanted este un film de animație din 2007, produs de Walt Disney Pictures și Josephson Entertainment și distribuit de către Walt Disney Studios Motion Pictures. În limba română Mira și Iulia Albu dublează personajele.

## Distribuție (voci)
- Amy Adams - Giselle
- Patrick Dempsey - Robert Philip
- James Marsden - Prins Edward
- Timothy Spall - Nathaniel
- Idina Menzel - Nancy Tremaine
- Rachel Covey - Morgan Philip
- Susan Sarandon - Drottning Narissa
- Jeff Bennett - Pip i Andalasia
- Kevin Lima - Pip i New York
- Julie Andrews - Povestitoarea

1. 1 2   http://www.metacritic.com/movie/enchanted, accesat în 13 aprilie 2016 Lipsește sau este vid: |title= (ajutor)
2. 1 2   http://www.nytimes.com/2007/11/21/movies/21ench.html, accesat în 13 aprilie 2016 Lipsește sau este vid: |title= (ajutor)
3. 1 2   http://www.filmaffinity.com/en/film247723.html, accesat în 13 aprilie 2016 Lipsește sau este vid: |title= (ajutor)
4. 1 2   http://stopklatka.pl/film/zaczarowana, accesat în 13 aprilie 2016 Lipsește sau este vid: |title= (ajutor)
5. 1 2 3 4 5  „Magie în New York”, Internet Movie Database